# Christian Lemaître
Christian Lemaître, né en 1954, est un musicien français de culture bretonne, l'un des chefs de file du renouveau du violon en Bretagne. Il s'est intéressé à la musique irlandaise, à la musique bretonne, puis à certaines musiques des Balkans.

## Biographie
Il commence la musique par la guitare, en picking, puis en accord ouvert. En 1975 à Paris, en écoutant The Bothy Band, lorsqu'il découvre le violon, il s'oriente naturellement vers la musique irlandaise. Il fait ses classes Chez Ti Jos, célèbre bar breton de Montparnasse et découvre la musique bretonne lors d'un concert d'Alan Stivell, à Bobigny. En 1979, il s'installe en Bretagne, à Botsorhel puis à Saint-Jean-du-Doigt. En 1980, avec Soïg Siberil et Alan Kloatr, il se rallie à la musique bretonne. Il joue aussi en compagnie de Youenn Gwernig à Plogoff. Il concentre son travail d'instrumentiste sur le style breton, la dansabilité (technique d'archet)...
Cette double appartenance le mènera très vite à la création du groupe Kornog (Soïg Sibéril, Jamie Mc Menemy et Jean-Michel Veillon) avec qui il tourne dans toute l'Europe et aux États-Unis dès 1983. L’aventure se poursuit avec le groupe de fest-noz Pennoù Skoulm qui réunit Christian, Jacky et Patrick Molard, puis Ronan Le Bars. Il forme ensuite l'ensemble de cordes "Archétype" (6 violons, violoncelle et contrebasse).
En 1992, il rejoint les violonistes Kevin Burke (Irlande) et Johnny Cunningham (Écosse) pour tourner aux États-Unis, en Angleterre et en Irlande sous le nom de Celtic Fiddle Festival, avec qui il a enregistré six albums. Dans les années 1990, il poursuit son chemin en musique bretonne et intègre le groupe de fest-noz Storvan. Puis il joue pendant six ans avec Gilles Servat, passant notamment par l'Olympia (Paris), Paris-Bercy, Les Vieilles Charrues... Il multiplie par la suite les enregistrements sur de nombreux spectacles de toutes dimensions (L'Héritage des Celtes, Chansons pour les pieds de Jean-Jacques Goldman...). En duo avec Jean-Pierre Le Cornoux (du groupe "les Pires") au piano, il enregistre le disque Affinités. Il joue avec les frères Molard dans leur création Bal Tribal.
Dans les années 2000, il continue de jouer avec Celtic Fiddle Festival, mais où Johnny Cunningham, décédé, a été remplacé par André Brunet. Avec eux, il fait la connaissance du violoniste Gilles Apap qui se joint au groupe lors de la tournée américaine en 2006 et 2008. Jouant toujours avec Kornog, Pennou Skoulm et Storvan, il joue également avec le quintette d'abord appelé Tevenn puis Eadha, initié par le claveciniste morlaisien Kevin Le Saint. Il forme un duo avec Philippe Hunsinger (bouzouki). Il a participé au spectacle initié par Didier Lockwood, Passeport pour un violon. Titulaire du diplôme d'État de professeur de violon traditionnel, il anime de nombreux stages et interventions en conservatoire.
En 2011, il organise "par hasard" le festival du violon de Saint-Jean-du-Doigt. Son recueil Suites Bretonnes pour violon solo paraît en novembre 2012. Il comprend 18 suites de musique bretonne, avec un CD audio, les partitions correspondantes (inédites) et les explications de technique instrumentale correspondantes. En 2014, il s'associe au guitariste Erwan Moal pour former un duo. Il continue de jouer avec Celtic Fiddle Festival (Kevin Burke, Charlie McKerron, Nicolas Quemener), en tournée aux États-Unis en 2013. En 2016, Kornog s'associe aux musiciens de Pennoù Skoulm sous le nom Breton Blend afin de réaliser une tournée commune (Celtic Connections en janvier 2016, Vieilles Charrues, Interceltique de Lorient 2019...).

## Discographie
- 1998 : Ballade à l'hôtesse (Coop Breizh)
- 2005 : Affinites (Keltia Musique)

### Kornog
- 1983 : Kornog (Escalibur/Arfolk, BZH) 33T 1981, réédition CD
- 1984 : Première, Live in Minneapolis (Green Linnet Records, USA)
- 1985 : Ar Seizh Avel/On Seven Winds (Green Linnet Records, USA)
- 1987 : Kornog IV (Adipho)
- 1990 : Fest-noz - Pennoù Skoulm (Escalibur, Coop Breizh)
- 2000 : Kornog IV (Green Linnet Records, USA)
- 2001 : Korong (Keltia Musique, BZH)
- 2009 : Trinkañ - Pennoù Skoulm (Innacor)

### Celtic Fiddle Festival
- 1993 : Celtic Fiddle Festival
- 1998 : Encore
- 2001 : Rendezvous
- 2005 : Play on
- 2008 : Équinoxe
- 2013 : Live in Brittany (20th Anniversary Concert)
- 2017 : Storm in a Teapot

### Participations
- 1997 : Ortolan - Ensemble de bombardes
- 1998 : Touche pas à la blanche hermine - Gilles Servat
- 1999 : Bretagnes à Bercy - Gilles Servat
- 1999 : Finisterres - Dan Ar Braz et l'Héritage des Celtes
- 2001 : Chansons pour les pieds - Jean-Jacques Goldman
- 2003 : Redwood - Lúnasa
- 2006 : Raven - John Williams et Dean Magraw